# Tajemnica Dzikiego Boru (film)
Tajemnica Dzikiego Boru (org. Tanglewoods' Secret) – brytyjski film familijny z chrześcijańskim przesłaniem, zrealizowany na podstawie powieści Patricii St. John o tym samym tytule.

## Treść
Anglia, lata 40. XX wieku. Filip i Rut zamieszkują u swej surowej ciotki, na czas pobytu rodziców za granicą. Zaprzyjaźniają się z młodym Cyganem, Terrym. On zdradza im tajemnice Dzikiego Boru. Wkrótce potem Terry ginie po nieszczęśliwym upadku z drzewa. Rut bardzo to przeżywa. Jej smutek przekształca się w bunt przeciwko Bogu. Wszystko zmienia się po rozmowie z mądrym pasterzem, panem Tandym. 

## Obsada
- Virginia Fiol - Ruth
- Mark Eadie - Philip
- Sheila Shand Gibbs - ciocia Margaret
- Graeme Mills - Terry
- Timothy Bateson - pan Tandy
- Bay White - pani Sheridan
- Rita Hawthorn - Isobel
- Roy Trevivian - pan Robinson
- Doreen Fiol - mama Terry'ego